# Magnanimità
Magnanimità etimologicamente deriva dal latino e, come anche nel caso del sanscrito mahatma, è una parola composta da magnus, "grande", e anĭmus, "animo": grandezza d'animo.

## Nella filosofia greca
Per il IV libro dell'Etica Nicomachea di Aristotele, la magnanimità (Megalopsychía) è quella virtù acquistatrice e moderatrice di onori e fama. Magnanimo è  colui che si ritiene degno di onori e fama perché ne è veramente degno, senza ricadere nel difetto che è la pusillanimità (Micropsichia), il vizio di chi non si ritiene degno di onori e fama, ma neanche eccedere, per presunzione (chaymotes), cioè aspirare a onori e fama senza esserne degno.
Non deve, inoltre, peccare d'audacia (Megalocindinia) aspirando ad imprese al di fuori delle sue capacità. La magnanimitade è uno dei concetti più rilevanti tra quelli trattati nel Convivio di Dante: esempi di magnanimità sono Saladino o Bertran de Born (Convivio, trattato IV, cap. XI). Di audacia potrebbe essere peccatore l'Ulisse dantesco.

## Negli scritti di Natoli
Il significato letterale di "magnanimità" è "grandezza d'animo"; al riguardo, occorre tuttavia tenere presente che animo va inteso, prima che come sinonimo di anima, come quella particolare propensione individuale a tendere verso determinati fini, ossia ad essere animati al perseguimento di alcuni obiettivi fondati su propri valori. In questo senso il magnanimo è colui che risulta appunto avere un "grande animo", vale a dire colui che è animato al raggiungimento di  grandi traguardi morali volti al bene (il termine magnus ha infatti di per sé una connotazione positiva) – come del resto ben spiegato qui di séguito citando la definizione di Salvatore Natoli.
In Parole della filosofia o Dell'arte di meditare (1ª ed. 2004) Salvatore Natoli sostiene che la magnanimità, «grande virtù antica di cui oggi si è perso perfino il nome», non va confusa con la generosità. Il magnanimo, infatti, «è colui che punta a cose grandi e impegnandosi per questo produce cose buone e, se forte abbastanza, una sovrabbondanza di bene che ridonda a vantaggio di tutti». «In questo padroneggiarsi ci si rende, paradossalmente, più disponibili nei confronti degli altri, si diventa indirettamente generosi, dal momento che bonum est diffusivum sui»: «Il magnanimo non guarda gli altri non perché li sottovaluta, ma perché trova nel compito che si è prefisso la propria misura.»